# Doniéber Alexander Marangon
Doniéber Alexander Marangon (rođen 22. listopada 1979.), poznatiji samo kao Doni, brazilski je umirovljeni nogometni vratar. Rođen je u Jundiaiju, São Paulo.
Stariji je brat Joaoa Paula Fernanda Marangona. Doni također posjeduje i talijansku putovnicu.

## Klupska karijera
Doni je u Romi bio na klupi tijekom ligaških utakmica i branio je tek u kupu UEFA. Međutim, nakon što je svojim obrambenim sposobnostima impresionirao trenera, zamijenio je dotadašnjeg glavnog vratara, Gianlucu Curcija, u prvom timu. 
U drugoj sezoni u Romi postao je jedan od najboljih vratara Serie A. 
U svibnju 2008. godine produžen mu je ugovor do lipnja 2012. Godišnja plaća iznosi mu četiri milijuna Eura (od 3,8 milijuna Eura prve godine do 4,3 milijuna Eura prošle). 
U drugoj polovici sezone 2008./09. izgubio je mjesto prvog vratara od Artura, nakon katastrofalnog 1-4 poraza protiv Juventusa, 21. ožujka. Uskoro je potpuno ispao iz prvog sastava i trenirao s ozlijeđenim igračima te posjetio doktora zbog koljena u travnju 2009.
U sezoni 2009./10., Roma je nastavila koristiti Artura i Julia Sergia kao prve vratare. Doni se oporavljao od ozljede. U listopadu 2009. vratio se u tim u utakmici protiv Milana, ali opet nije bio prvi izbor za vratara. 

## Međunarodna karijera
Doni je svoj debi za reprezentaciju ostvario u utakmici protiv Turske koja se igrala u Njemačkoj, u Dortmundu 5. lipnja 2007. godine.
U Copa America 2007 izabran je za prvog vratala brazilske nogometne reprezentacije netom prije njihove prve utakmice protiv Meksika, zamijenivši tako Heltona. Tijekom turnira obranio je dva jedanaesterca protiv Urugvaja u polufinalu zahvaljujući kojima je Brazil ušao u finale. Brazil je osvojio turnir pobijedivši u finalu Argentinu rezultatom 3-0.

## Statistika karijere
Na dan 1. ožujka 2010.
| Klub              | Klub                               | Liga    | Liga   | Kupovi  | Kupovi | Continental | Continental | Ukupno  | Ukupno |
| Klub              | Klub                               | Nastupi | Golovi | Nastupi | Golovi | Nastupi     | Golovi      | Nastupi | Golovi |
| ----------------- | ---------------------------------- | ------- | ------ | ------- | ------ | ----------- | ----------- | ------- | ------ |
| Corinthians       | 2001 Campeonato Brasileiro Série A | 9       | 0      | 1       | 0      | 4           | 0           | 15      | 0      |
| Corinthians       | 2002 Campeonato Brasileiro Série A | 24      | 0      | 6       | 0      | 6           | 0           | 36      | 0      |
| Corinthians       | 2003 Campeonato Brasileiro Série A | 26      | 0      | 7       | 0      | 5           | 0           | 38      | 0      |
| Corinthians       | Ukupno                             | 59      | 0      | 14      | 0      | 15          | 0           | 80      | 0      |
| Santos            | 2004                               | 0       | 0      | 0       | 0      | 0           | 0           | 0       | 0      |
| Santos            | Ukupno                             | 0       | 0      | 0       | 0      | 0           | 0           | 0       | 0      |
| Cruzeiro          | 2004                               | 6       | 0      | 4       | 0      | 7           | 0           | 17      | 0      |
| Cruzeiro          | Ukupno                             | 6       | 0      | 4       | 0      | 7           | 0           | 17      | 0      |
| Juventude         | 2005                               | 22      | 0      | 4       | 0      | 5           | 0           | 31      | 0      |
| Juventude         | Ukupno                             | 22      | 0      | 4       | 0      | 5           | 0           | 31      | 0      |
| Ukupno            | Ukupno                             | 87      | 0      | 22      | 0      | 17          | 0           | 126     | 0      |
| Roma              | 2005–06                            | 28      | 0      | 4       | 0      | 4           | 0           | 36      | 0      |
| Roma              | 2006–07                            | 32      | 0      | 3       | 0      | 10          | 0           | 44      | 0      |
| Roma              | 2007–08                            | 37      | 0      | 1       | 0      | 9           | 0           | 47      | 0      |
| Roma              | 2008–09                            | 28      | 0      | 1       | 0      | 8           | 0           | 37      | 0      |
| Roma              | 2009–10                            | 7       | 0      | 3       | 0      | 4           | 0           | 14      | 0      |
| Roma              | Ukupno                             | 132     | 0      | 12      | 0      | 35          | 0           | 179     | 0      |
| Ukupno u karijeri | Ukupno u karijeri                  | 219     | 0      | 34      | 0      | 52          | 0           | 305     | 0      |